# Kip Colvey
Kip Warren Colvey II (Lihue, 1994. március 15. –) amerikai születésű új-zélandi válogatott labdarúgó, aki jelenleg a Reno 1868 játékosa.
Bekerült a 2011-es U17-es OFC-bajnokságon, a 2011-es U17-es labdarúgó-világbajnokságon, a 2016-os OFC-nemzetek kupáján és a 2017-es konföderációs kupán részt vevő keretbe.

## Statisztika
| Válogatott | Szezon   | Mérkőzés | Gól |
| ---------- | -------- | -------- | --- |
| Új-Zéland  | 2016     | 7        | 0   |
| Új-Zéland  | 2017     | 4        | 0   |
| Összesen   | Összesen | 11       | 0   |

## Sikerei, díjai
- Új-Zéland U17
  - U17-es OFC-bajnokság: 2011

- Új-Zéland
  - OFC-nemzetek kupája: 2016